# Обласні автомобільні шляхи Тернопільської області
Обласні автомобільні шляхи Тернопільської області — автомобільні шляхи обласного значення, що проходять територією Тернопільської області України. Список включає усі дороги місцевого значення області, головним критерієм для визначення порядку слідування елементів є номер дороги в переліку.
Всього обласних доріг місцевого значення в Тернопільській області є 327,2 км.

## Перелік обласних автомобільних шляхів у Тернопільській області
| Індекс та номер дороги | Найменування автомобільної дороги | Протяжність, км | Опис | OpenStreetMap |
| ---------------------- | --------------------------------- | --------------- | --- | ------------- |
| О200101                | Бережани — Розгадів               | 18,9            | Автошля́х О200101 — автомобільний шлях довжиною 18,9 км, обласна дорога місцевого значення у Тернопільській області. Пролягає по Бережанському районі від м. Бережани до с. Розгадів. Починається в Бережанах від вулиці Тернопільської (є частиною автошляху М12) вулицею Золочівською. Проходить біля сіл Гиновичі, Жуків, через села Надрічне, Урмань і закінчується в Розгадові. Проходить повз річку Східна Стрипа та Урманський став. |               |
| О200304                | Бучач — Нижнів                    | 33,6            | |               |
| О200305                | Бучач — Возилів                   | 27,1            | |               |
| О200708                | Зборів — Поморяни                 | 14,6            | |               |
| О200709                | Озерна — Городище                 | 16,1            | |               |
| О200810                | Козова — Літятин                  | 9,2             | |               |
| О200911                | Кременець — Дунаїв                | 12,3            | |               |
| О200912                | Кременець — Козин                 | 9,6             | |               |
| О201113                | Монастириська — Підлісне          | 24,9            | |               |
| О201114                | Обїзна м. Монастириська           | 3,2             | |               |
| О201215                | Підволочиськ — Скалат             | 26,1            | |               |
| О201417                | Теребовля — Білобожниця           | 40,1            | |               |
| О201519                | Тернопіль — Козівка — Хоростків   | 49,5            | |               |
| О201620                | Оришківці — Пробіжна              | 9,4             | |               |
| О201721                | Шумськ — Білокриниця              | 28,9            | |               |
| О201722                | Великі Дедеркали — Ямпіль         | 3,7             | |               |